# تيري هاسكينز
تيري هاسكينز هو سياسي أمريكي، ولد في 31 يناير 1955 في بونتياك في الولايات المتحدة، وتوفي في 24 أكتوبر 2000 في غرينفيل في الولايات المتحدة وورم ميلانيني. نشط حزبياً في الحزب الجمهوري. وقد انتخب عضو مجلس نواب كارولاينا الجنوبية ‏.